# Präsidentschaftswahl in Rumänien 2025
Die Präsidentschaftswahl in Rumänien 2025 fand am 4. Mai statt. Da kein Kandidat im ersten Wahlgang die absolute Mehrheit der Stimmen erhielt, wurde am 18. Mai ein zweiter Wahlgang durchgeführt. In der Stichwahl setzte sich Nicușor Dan gegen George Simion durch.

## Hintergrund

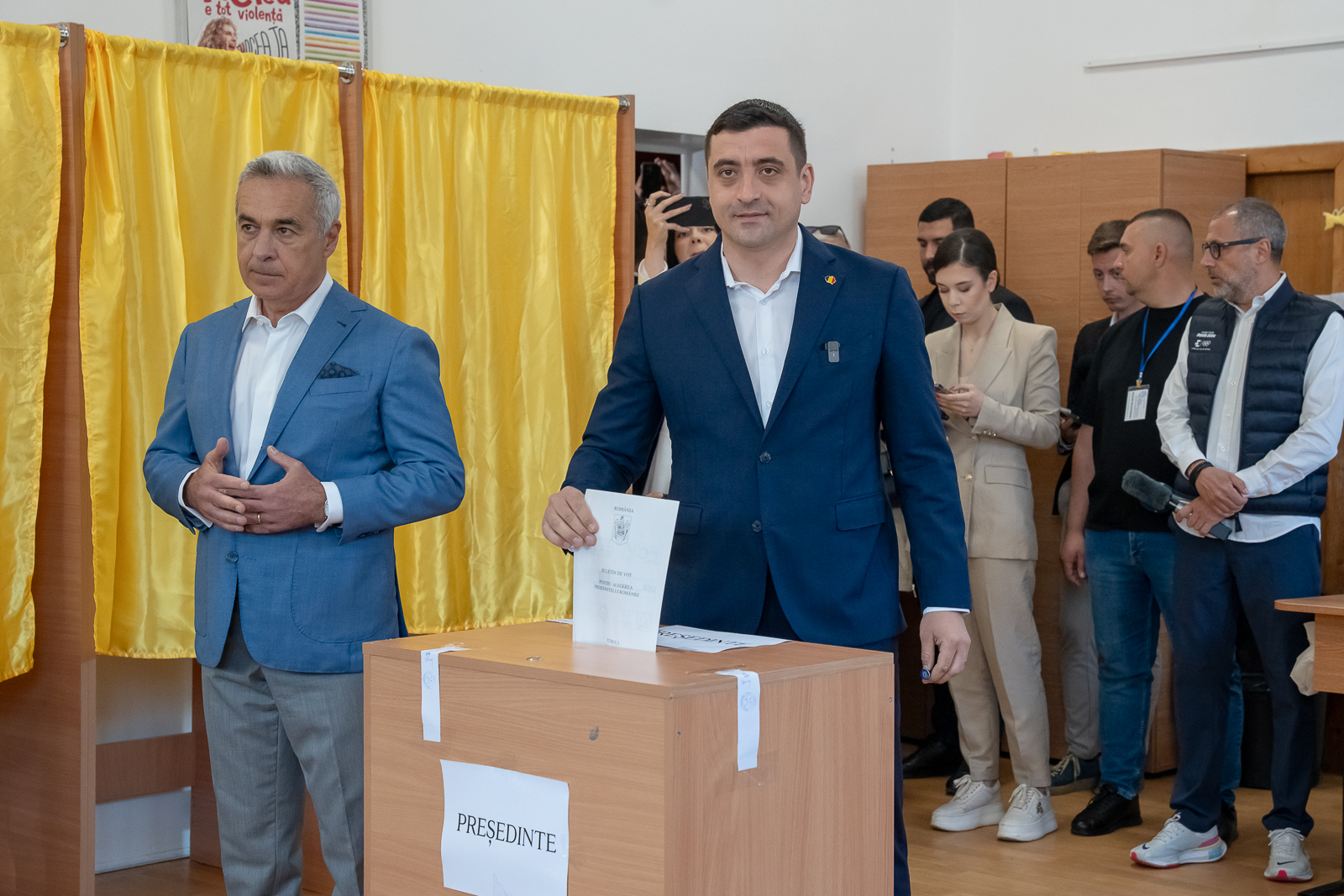
Der Präsidentschaftskandidat bei der annullierten Wahl von 2024, Călin Georgescu (links), und George Simion stimmten im ersten Wahlgang in Mogoșoaia gemeinsam ab

Nicușor Dan (links) und George Simion während einer Euronews TV-Debatte am 8. Mai 2025

Die Wahl war notwendig geworden, nachdem die Wahl vom November 2024 aufgrund angenommener massiver Wahlbeeinflussung zugunsten des Kandidaten Călin Georgescu gerichtlich annulliert worden war.
Der bisherige Präsident Klaus Johannis konnte zuvor gemäß Verfassung nach seiner zweiten Amtszeit nicht mehr antreten. Er blieb nach der Annullierung zunächst im Amt, bis er am 12. Februar 2025 zurücktrat und die Amtsgeschäfte an den bisherigen Senatspräsidenten Ilie Bolojan übergab, der als Interimspräsident fungiert.

## Ausland
Die Stichwahl begann im Ausland bereits am 16. Mai 2025. Bis zum späten Samstagabend (17. Mai) hatten mehr als 700.000 im Ausland lebende rumänische Staatsbürger ihre Stimme abgegeben. In Ungarn erhielt Dan mit 92 % der Stimmen die höchste Zustimmung aus einem EU-Land.
In Deutschland gaben in 88 Wahllokalen 279.600 Rumänen ihre Stimme ab, Simion erhielt 68 %, Dan 32 %.

## Ergebnis
Kein Kandidat konnte im ersten Wahlgang die absolute Mehrheit erreichen. Am 5. Mai 2025 kündigte der rumänische Ministerpräsident Marcel Ciolacu nach dem schlechten Abschneiden des Kandidaten der Regierungskoalition Crin Antonescu in der ersten Runde der Präsidentschaftswahl seinen Rücktritt an. Am 6. Mai 2025 wurde Cătălin Predoiu zu seinem kommissarischen Nachfolger ernannt.
Die Wahlbeteiligung lag im zweiten Wahlgang bei 64,72 Prozent und damit um mehr als elf Prozentpunkte höher als im ersten Wahlgang. Nicușor Dan gewann den zweiten Wahlgang mit 53,60 % (6.168.642 Stimmen), George Simion erhielt 46,40 % (5.339.053 Stimmen).
| Kandidaten | Kandidaten        | Parteien  | 1. Wahlgang | 1. Wahlgang | 2. Wahlgang | 2. Wahlgang |
| Kandidaten | Kandidaten        | Parteien  | Stimmen     | %           | Stimmen     | %           |
| ---------- | ----------------- | --------- | ----------- | ----------- | ----------- | ----------- |
|            | George Simion     | AUR       | 3.862.405   | 41,0        | 5.339.053   | 46,4        |
|            | Nicușor Dan       | parteilos | 1.979.711   | 21,0        | 6.168.642   | 53,6        |
|            | Crin Antonescu    | parteilos | 1.892.925   | 20,1        |             |             |
|            | Victor Ponta      | parteilos | 1.230.144   | 13,0        |             |             |
|            | Elena Lasconi     | USR       | 252.708     | 2,7         |             |             |
|            | Lavinia Șandru    | PUSL      | 60.682      | 0,6         |             |             |
|            | Daniel Funeriu    | parteilos | 49.602      | 0,5         |             |             |
|            | Cristian Terheș   | PNCR      | 36.442      | 0,4         |             |             |
|            | Sebastian Popescu | PNR       | 25.993      | 0,3         |             |             |
|            | John Ion Banu     | parteilos | 22.020      | 0,2         |             |             |
|            | Silviu Predoiu    | PLAN      | 17.185      | 0,2         |             |             |
| Gesamt     | Gesamt            | Gesamt    | 9.429.817   | 100         | 11.507.695  | 100         |

## Umfragen vor der Wahl
| Umfrage                   | Umfrage        | Umfrage  | George Simion | Nicușor Dan | andere |
| Datum                     | Institut       | Befragte | George Simion | Nicușor Dan | andere |
| ------------------------- | -------------- | -------- | ------------- | ----------- | ------ |
| Datum                     | Institut       | Befragte |               |             |        |
| 13.–15.05.2025            | AtlasIntel     | 5628     | 47,8 %        | 48,7 %      | 3,5 %  |
| 10.–13.05.2025            | IRSOP          | 951      | 48 %          | 52 %        | —      |
| 9.–12.05.2025             | AtlasIntel     | 3995     | 48,2 %        | 48,2 %      | 3,6 %  |
| 8.–14.05.2025             | MKOR           | 3357     | 32 %          | 34,2 %      | 33,8 % |
| 8.–11.05.2025             | CURS           | 3042     | 52 %          | 48 %        | —      |
| 06.05.2025                | Verifield      | 944      | 54,8 %        | 45,2 %      | —      |
| Erster Wahlgang am 4. Mai |                |          |               |             |        |
| 28.04.–01.05.25           | AtlasIntel     | 3247     | 37 %          | 40 %        | 23 %   |
| 24.–30.04.25              | Noi, Cetățenii | 1378     | 45 %          | 55 %        | —      |
| 24.–27.04.25              | MKOR           | 1750     | 28 %          | 29 %        | 43 %   |
| 24.–26.04.25              | FlashData      | 7500     | 45,5 %        | 40,0 %      | 14,5 % |
| 17.–22.04.25              | AtlasIntel     | 3701     | 39 %          | 42 %        | 19 %   |
| 10.–13.04.25              | AtlasIntel     | 2994     | 37,5 %        | 40,7 %      | 21,8 % |
| 09.–13.04.25              | ARA            | 1115     | 52 %          | 48 %        | —      |
| 03.–10.04.25              | CURS           | 1214     | 54 %          | 46 %        | —      |